# DNB (motorfiets)
DNB is een historisch merk van motorfietsen.
D.N.B. werd geproduceerd door Mfg. Co. Ltd. in Tokio van 1957 tot 1961.
Dit was een Japans merk dat motorfietsen met 123-, 197- en 247cc-eencilindermotoren bouwde.